# Екалугаарсуіт
60°37′20″ пн. ш. 45°54′35″ зх. д. / 60.622222222222° пн. ш. 45.909722222222° зх. д.
Екалугаарсуіт (старе написання: Eqalugârssuit ) - поселення в муніципалітеті Куяллек на півдні Гренландії, розташоване на південний схід від Какортока та північний захід від Алуїтсуп Паа.  У 2020 році його населення становило 49 осіб. 
До січня 2009 року поселення - разом з Кассіміута та Саарлока, а також з 13 овечими фермами - належали муніципалітету Какорток. 1 січня 2009 року поселення стало частиною муніципалітету Куджаллек, коли муніципалітети Нарсак, Какорток та Нанорталік припинили своє існування. Наразі населеними пунктами управляє спільна селищна рада. 

## Економіка
Основні заняття - полювання та риболовля. В даний час планується впровадження вівцебиків в околиці, як джерел їжі та шкури.

## Інфраструктура
У селищі є два загальних магазини, якими керує KNI. Є також церква, службовий дім та будинок для людей похилого віку. У поселенні є своя школа - Daanialiup atuarfia  - на сьогоднішній день вчаться приблизно 30 учнів. Школа складається з трьох класів, кухні та кабінету.  У селищі є власне футбольне поле.
У населеному пункті немає автомобілів, єдиними моторизованими транспортоми є трактори та багі. Населений пункт має вертолітний майданчик. Гавань має причал, порт і окремий причал для риболовлі.

## Населення
Більшість міст та поселень на півдні Гренландії демонструють негативні тенденції зростання населення протягом останніх двох десятиліть, причому багато населених пунктів швидко обезлюднюються. Населення Екалугаарсуі зменшилося майже на третину порівняно з рівнем 1990 року та понад 12 відсотків порівняно з рівнем 2000 року. 